# Josep Guijarro
Pour les articles homonymes, voir Guijarro.
Josep Guijarro Triadó est un écrivain, ufologue et journaliste espagnol, né le 12 mai 1967 à Terrassa (Espagne).
En 2006, il est le directeur et présentateur du programme: Énigmes i Misteris sur Radio Nacional de España. Il a collaboré avec le programme Channel nº4 de Cuatro, et par rapport aux magazines, il est l'éditeur en chef de  Más allá, et directeur  KARMA 7.

## Livres
- Infiltrados, seres de otras dimensiones entre nosotros (Sangrilá, 1994),  (ISBN 8-46049-144-7)
- Guía de la Cataluña mágica (Martínez Roca, 1999),  (ISBN 8-42702-455-X)
- El tesoro oculto de los templarios (Martínez Roca, 2001)  (ISBN 8-42702-700-1)
- Gótica (Aguilar, 2005)  (ISBN 8-40309-621-6)
- Rex Mundi (Aguilar, 2006)  (ISBN 8-40309-704-2)
- In-Creíble (Libros Cúpula, 2013)  (ISBN 978-84-480-0816-1)
- Guia fantàstica de Catalunya (Angle Editorial, 2013)  (ISBN 978-84-15695-40-0)
- Coincidencias Imposibles (Libros Cúpula, 2014)  (ISBN 978-84-480-2036-1)